# Péyiri
Péyiri, parfois orthographié Péhyiri, est un village du département et la commune urbaine de Koudougou, situé dans la province du Boulkiemdé et la région du Centre-Ouest au Burkina Faso.

## Géographie
(novembre 2019).
Améliorez-le ou discutez des points à vérifier. 

### Localisation
Péyiri est situé à 9 km du chef-lieu départemental.
Le village de Péyiri est limité :
- à l’est par la ville de Koudougou (département de Koudougou)
- au sud par les villages de Sigoghin (département de Koudougou) et de Salbisgo (département de Ramongo).
- au sud-ouest par le village de Kamedji (département de Koudougou)
- au nord par le village de Goundi (département de Réo)

Il est accessible à partir de Koudougou par trois pistes automobiles. Cependant, l’état de ces pistes est défectueux en saison hivernale.

### Géologie et relief

#### Relief
Le village de Péyiri a un relief assez plat et fait partie du plateau mossi avec une altitude moyenne de 300 mètres. Cependant, on remarque quelques petites élévations dans sa partie ouest et nord-ouest. Ce village, sur le plan géomorphologique, est essentiellement sur le Craton d'Afrique de l'Ouest, formation cristallines de l’antéburrimien et du burrimien.

#### Sols
Tout comme sur l’ensemble de la commune de Koudougou, Péyiri présente divers types de sols parmi lesquels :
- Les lithosols sur cuirasse : rencontrés sur les versants à faible pente et destinés aux activités pastorales.
- Les sols ferrugineux tropicaux lessivés : souvent constitués de matériaux gravillonnais représentant une forte proportion, pauvres en matières organique, en azote, en phosphore, en potassium avec une faible capacité d’échange, et destinés à l’agriculture.
- Les sols hydro morphes : rencontrés tout au long des cours d’eau et bas-fonds. Ils sont plus souvent sablo-limoneux ou argilo-sableux associe à des ferrugineux, et favorables à la production du sorgho, riz, plantes à tubercule, les cultures maraîchères et à l’agroforesterie[2],[3].

| Type de sols                                     | Fertilité chimique potentielle | Usages                           |
| ------------------------------------------------ | ------------------------------ | -------------------------------- |
| Lithosols sur cuirasse                           | Faible                         | Strictement pastorale            |
| Sols ferrugineux tropicaux lessives ou appauvris | Faible                         | Agricole (mil, sorgho, arachide) |
| Sols hydromorphes                                | Élevée                         | Agricole ou pastorale            |

### Climat
Le village de Péyiri a le même type de climat que la commune de Koudougou. Le climat de cette zone est de type nord-soudanien, chaud et sec caractérisé par une saison pluvieuse de mai à septembre et une saison sèche d’octobre à avril. Les deux saisons sont influencées par le vent, la température et les précipitations,.

#### Pluviométrie

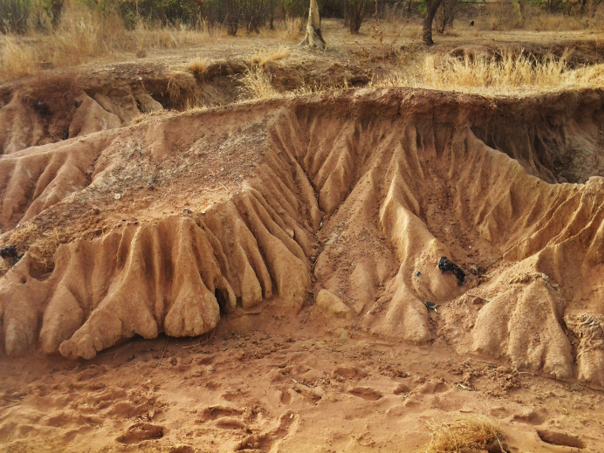
Impact de l'érosion sur les sols de Péyiri.

La pluviométrie de la zone a une durée irrégulière et une grande variabilité spatio-temporelle handicapant l’agriculture. L’analyse de la station de Koudougou entre 2002 et 2011 montre une évolution en dents de scie au cours de la période. La moyenne annuelle pour la période considérée est de 830,45 mm avec une pluviométrie minimale de 645,5 mm en 2002 et une pluviométrie maximale de 965,5 mm en 2003. De même, en termes d’intensité, il a été enregistré sur ces dix années 41 jours de pluie en 2004 et 57 jours de pluie en 2010. De façon générale, les précipitations sont insuffisantes et irrégulières. Outre cette importante variation des pluies, leurs intensités produisent des effets sur les sols. Autrement dit, le caractère orageux et violent des précipitations entraine des ruissellements importants qui provoquent l’érosion des sols nus.
| Années                                                                          | 2002  | 2002 | 2003  | 2003 | 2004  | 2004 | 2005  | 2005 | 2006  | 2006 | 2007  | 2007 | 2008  | 2008 | 2009  | 2009 | 2010  | 2010 | 2011  | 2011 |
| Postes                                                                          | H     | J    | H     | J    | H     | J    | H     | J    | H     | J    | H     | J    | H     | J    | H     | J    | H     | J    | H     | J    |
| ------------------------------------------------------------------------------- | ----- | ---- | ----- | ---- | ----- | ---- | ----- | ---- | ----- | ---- | ----- | ---- | ----- | ---- | ----- | ---- | ----- | ---- | ----- | ---- |
| Koudougou                                                                       | 645,5 | 42   | 965,5 | 55   | 775,0 | 41   | 825,5 | 51   | 853,0 | 44   | 904,0 | 52   | 903,0 | 52   | 878,5 | 52   | 856,5 | 57   | 698,0 | 41   |
| H = Pluviométrie totale annuelle (en mm) ; J = Nombre annuel de jours de pluie. |       |      |       |      |       |      |       |      |       |      |       |      |       |      |       |      |       |      |       |      |

#### Températures
Les températures les plus élevées s’observent de mars à mai (mars : 39,2 °C ; avril : 39,7 °C ; mai : 38,3 °C) tandis que les plus basses sont enregistrées entre décembre (16,2 °C) et janvier (16,7 °C). Notons également que la température moyenne annuelle est de 27,5 °C à 28 °C.

#### Vents
Selon le Schéma Directeur d’Aménagement et d’Urbanisme de la ville de Koudougou, on note principalement deux types de vents soufflant dans cette zone, à savoir l’harmattan et la mousson. Le premier est un vent sec et frais qui souffle de novembre à mars essentiellement de direction sud-est / nord-ouest. La mousson quant à elle est un vent chaud et humide de direction sud-ouest / nord-est qui s’installe à partir d’avril jusqu’en octobre entrainant des précipitations. Cependant, la direction et la vitesse de ces vents varient en fonction des saisons.
Même si ces vents contribuent à réduire le niveau de pollution de l’air, lorsqu’ils sont très puissants, ils provoquent l’érosion des sols. Aussi, à cause de la suspension poussiéreuse qu’ils créent, ces vents sont souvent vecteurs de maladies telles la méningite, la conjonctivite (Apollo[Quoi ?]), et les maladies respiratoires.

### Hydrographie

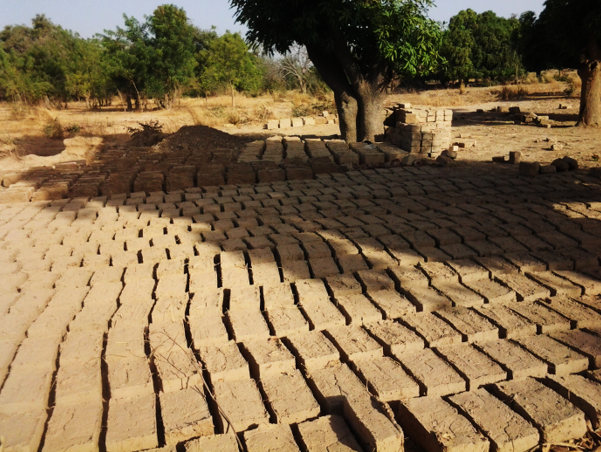
La construction de briques accélèrent l’érosion hydrique.

Sur le plan hydrographique, Péyiri est pauvre et n’est traversé que d’un cours d’eau principal appelé Péyiri Baong s’écoulant d’est en ouest. Il possède une ravine principale localisée dans le quartier Youlou s’écoulant du nord au sud en traversant le chemin de fer et passant à l’est du Centre Noomdo. Cette ravine se jette dans Péyiri Baongo qui collecte ces eaux vers la partie occidentale du village. En période de crue pendant la saison pluvieuse, ce plan d’eau rend certaines zones difficilement accessibles.
Les principaux problèmes rencontrés par l’hydrographie de cette zone sont liés à l’ensablement du lit du cours d’eau, la forte érosion hydrique des abords et son tarissement précoce en saison sèche. Cette forte érosion est aussi accentuée par les activités anthropiques à travers non seulement la confection de briques en banco pour la construction d’habitat et pour la commercialisation pendant la saison sèche mais aussi par le prélèvement du sable du lit du cours d’eau.

### Flore et faune

#### Végétation
Le village de Péyiri étant dans le domaine nord-soudanien, on y rencontre une végétation composée essentiellement de savane arborée faisant progressivement place à une savane arbustive avec des arbustes ne dépassant guère 7 m et de quelques arbres qui coiffent le paysage.
Selon le plan de gestion du terroir de Péyiri réalisé par la population en 2005 avec la participation du PNGT2 et l’appui technique de la Société d'étude et de réalisation agricole (SERA), cette dégradation est due aux activités anthropiques (agriculture, élevage, coupe abusive du bois, les feux de brousses). Le long du cours d’eau est bordé d’arbres et d’arbustes. On note également des vergers d’eucalyptus et de manguiers. Cette flore varie en fonction des saisons et se compose de diverses espèces d’arbres et d’arbustes, les espèces les plus répandues étant résumé dans les 2 tableaux ci-dessous,.
| Nom vernaculaire (français) | Nom scientifique        | Nom local (mooré) |
| --------------------------- | ----------------------- | ----------------- |
| Arbres                      |                         |                   |
| karité                      | Vitellaria paradoxa     | taanga            |
| néré                        | Parkia biglobosa        | rouanga           |
| margousier                  | Azadirachta indica      | neem              |
| raisinier                   | Lannea microcarpa       | sabga             |
| Arbustes                    |                         |                   |
| -                           | Piliostigma reticulatum | bagandé           |
| liane du Sénégal            | Saba senegalensis       | wèdga             |
| guiera                      | Guiera senegalensis     | wilenwiiga        |
| balanite égyptien           | Balanites aegyptiaca    | kieglga           |

#### Faune
En raison de la végétation, la faune est plus ou moins diversifiée. Elle est essentiellement constituée de petits gibiers, des insectes et une gamme variée d’oiseaux. La chasse est toujours traditionnelle et la pêche seulement pendant la saison pluvieuse avec la présence de poissons et de batraciens. La perturbation des habitats, notamment la pollution des plans d’eau a des conséquences sur cette biodiversité.
| Nom vernaculaire (français) | Nom scientifique            | Nom locale (mooré) |
| --------------------------- | --------------------------- | ------------------ |
| tourterelle                 | -                           | walé               |
| francolin                   | Francolinus bicalcalcaratus | koadinga           |
| rat sauvage                 | -                           | rayouga            |
| lièvre du Cap               | Lepus capensis              | soamba             |
| varan des savanes           | Varanus exathematicus       | wiougou            |
| silure                      | -                           | saala              |
| carpe                       | -                           | pian               |
| couleuvre                   | -                           | -                  |
| vipère                      | Echis carinatus             | rourouga           |
| grenouille                  | -                           | loanga             |

## Population et société

### Données démographiques
Selon les projections démographiques de l’INSD de 2007 à 2020 par région et province, la population du village de Péyiri se compose comme consigné dans le tableau ci-dessous.
| Entité géographique    | Population résidente | Population résidente | Population résidente | Population résidente | Tranches d'âge | Tranches d'âge | Tranches d'âge |
| Entité géographique    | Hommes               | Femmes               | Total                | % femmes             | 0-14 ans       | 15-64 ans      | 65 ans et +    |
| ---------------------- | -------------------- | -------------------- | -------------------- | -------------------- | -------------- | -------------- | -------------- |
| Village de Péyiri      | 1 276                | 1 436                | 2 712                | 52,95 %              | 1 310          | 1 289          | 149            |
| Commune de Koudougou   | 29 600               | 36 195               | 65 795               | 55,01 %              | 32 735         | 30 895         | 3 543          |
| Province du Boulkiemdé | 306 445              | 358 583              | 665 028              | 53,92 %              | 323 164        | 327 221        | 29 550         |
| Région du Centre-Ouest | 736 448              | 861 711              | 1 598 159            | 53,92 %              | 773 579        | 766 100        | 58 480         |

Près de 48,30% de la population du village de Péyiri est âgée de moins de 15 ans, ce qui traduit la grande jeunesse de sa population.

#### Ménages
Péyiri, village rattaché à la commune de Koudougou, comptait 2 058 habitants dans 301 ménages selon le recensement général de la population de 2006.
La taille moyenne des ménages est de 7 personnes dans ce village, même chiffre aussi dans la province du Boulkiemdé que dans la région du Centre-ouest. Cependant, ce nombre est au-dessus de la moyenne nationale qui est de 6 personnes par ménage. Cette situation peut s’expliquer par la forte natalité de la zone.
| Entité géographique    | Nombre total de ménages | Population totale | Taille moyenne des ménages |
| ---------------------- | ----------------------- | ----------------- | -------------------------- |
| Village de Péyiri      | 301                     | 2 058             | 6,8                        |
| Commune de Koudougou   | 23 198                  | 138 209           | 6,0                        |
| Province du Boulkiemdé | 71 630                  | 505 206           | 7,1                        |
| Région du Centre-Ouest | 173 459                 | 1 186 566         | 6,8                        |
| Burkina Faso           | 2 360 126               | 14 017 262        | 5,9                        |

#### Habitat
Les habitations dans le village de Péyiri sont principalement de trois types en fonction des matériaux utilisés pour la construction (pailles, banco, dur ou semi dur), de la toiture (en chaume ou en tôles).

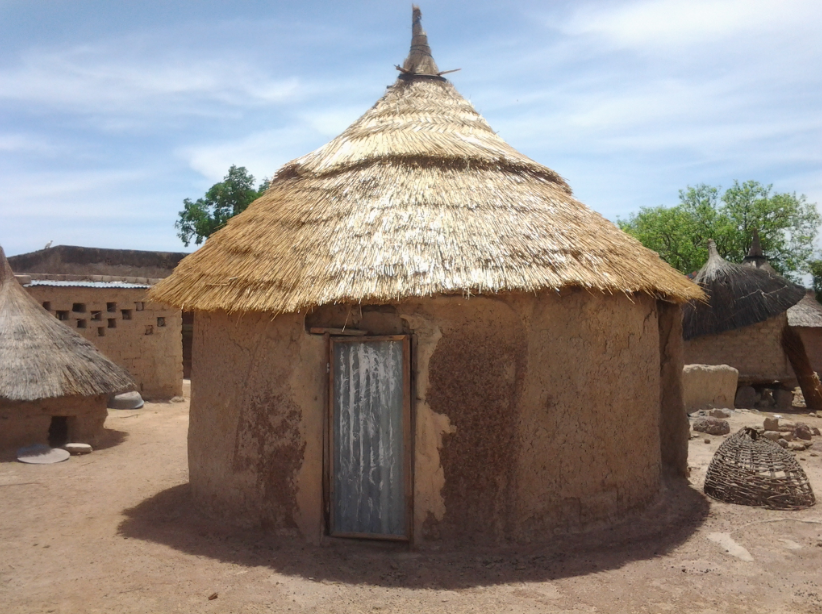
Premier type d'habitation à Péyiri.
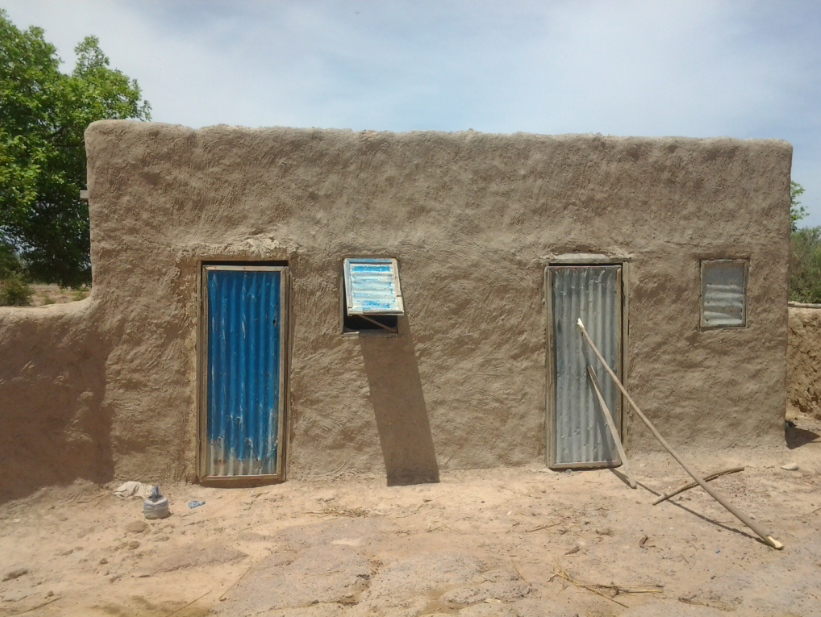
Deuxième type d’habitation à Péyiri.
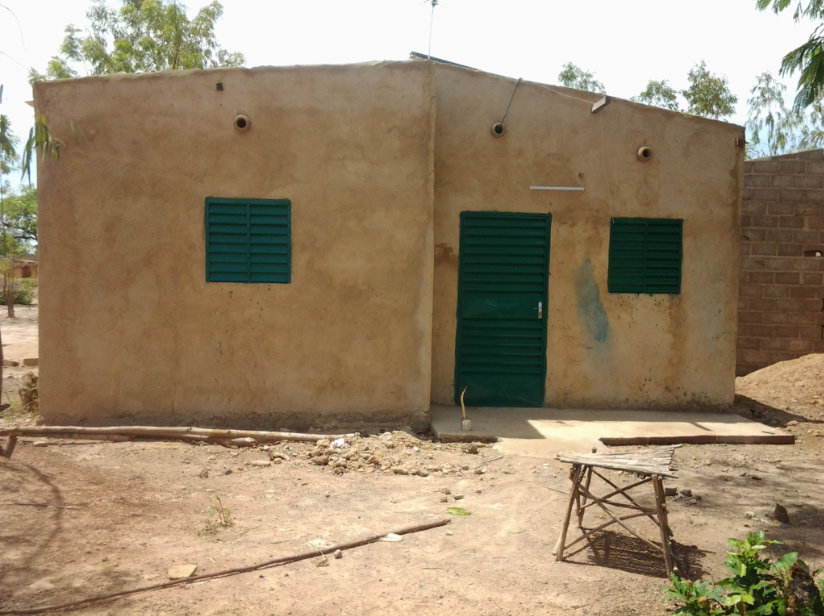
Troisième type d'habitation à Péyiri.

- Le premier type d’habitation est construit en paille ou en brique de terre, ronde avec une porte et un toit en chaume. Il est caractéristique des habitats d’éleveurs avec un très faible niveau de revenu, d’hygiène et d’assainissement. Ce type d’habitation ne possède généralement aucun lieu d’aisance (latrines). Ils sont localisés à l’extrême sud et sud-ouest du village[2].
- Le second type d’habitation est construit en banco et ayant un terrassement en terre battue ou en ciment. Ce sont des maisonnettes avec des toits recouverts de terre battue et des portes en bois ou en tôle. Le village n’étant pas loti, les habitats sont dispersés. Ce qui rend le tissu rural discontinu, de forme ronde ou rectangulaire, caractéristique de l’habitat mossi : c’est le type d’habitat traditionnel avec un niveau d’hygiène moyen. Ce type d’habitation possède généralement des latrines en banco[2].
- Le dernier type d’habitations est semi-moderne caractérisée par des maisons plus grandes et construites en briques de ciment avec une toiture plus ou moins moderne caractéristique d’un niveau de vie et d’une commodité acceptables. Ce dernier type d’habitat est essentiellement localisé dans les quartiers Youlou et Péyiri Centre[2].

Pour ces trois types d’habitats, la source d’approvisionnement en eau de boisson reste les forages.

### Société

#### Sécurité
Il existe dans le village de Péyiri un groupe d’auto-défense dont les membres sont nommés « les Koglweogo » (en mooré : la protection de la brousse). Les Koglweogo sont regroupés en association et sont présents sur presque l’ensemble du territoire national (surtout dans les zones rurales) avec le même mode de fonctionnement et le même objectif. Ce groupe est né à la suite de l’insécurité grandissante notamment avec les cas récurrents de vol, d’escroquerie, de meurtre, etc. Considérant les forces de défense et de sécurité « lentes, corrompues et inefficaces », il a pour objectif de protéger les populations et leurs biens.
L’installation des Koglweogo est un sujet à controverse. D’aucuns pensent qu’ils travaillent à réduire considérablement l’insécurité, le vol et d’autres trouvent leurs méthodes inhumaines car ne respectant pas les droits de l’homme et la loi.
Les Koglweogo de Koudougou sont installés dans le secteur n°6 (quartier Palogo) depuis environ 13 mois. Selon M. Marcel Guissou, chef des Koglweogo de Koudougou, ancien militaire sous la révolution et natif de Péyiri, le groupe est composé de 68 Koglweogo hiérarchisé comme suit :
- un chef qui coordonne les actions du groupe et prend les décisions finales
- un comité de conseillers pour les prises de décisions
- des chefs de troupes (nommés wiibga)
- des « soldats » chargés d’appréhender les suspects et d’appliquer les sentences[2].

Les Koglweogo sont armés de fusils et se déplacent en groupes motorisés.

#### Organisation coutumière
Péyiri est dirigé par un chef de village assisté par un comité de sages. Ce comité est constitué de notables de la famille du chef et aussi d’autres personnes bénéficiant de sa confiance. Il est ainsi garant de la protection et la cohésion sociale dans le village. Le village de Péyiri ne possède pas à lui seul un chef de terre. C’est le chef de terre de Palogo (secteur 6 de Koudougou), Désiré Guissou, qui gère la zone de Péyiri et les villages environnants. Ce vieux sage est chargé de la gestion de l’espace territorial du village. Responsable des lieux de cultes, il officie des sacrifices et rites.
Le chef de village, le chef de terre, le CVD et les conseillers travaillent en collaboration pour la résolution de certains conflits et l’établissement de la cohésion sociale entre les habitants et les villages limitrophes.

#### Organisations paysannes et associations de développement
Plusieurs groupements villageois existent à Péyiri et interviennent dans divers secteurs dont l’agriculture, la production de plants, la promotion villageoise et la sauvegarde de l’environnement. Les organisations villageoises existantes sont consignées dans le tableau ci-après.
| Nom(s)                                  | Domaine d'intervention        | Conduite d'activités (Sur une échelle de 1 faible à 3 fort) | Hommes | Femmes |
| --------------------------------------- | ----------------------------- | ----------------------------------------------------------- | ------ | ------ |
| Groupement Mixte Manegda                | Agriculture                   | 1                                                           | 25     | 10     |
| Groupement Mixte Songtaaba              | Sauvegarde de l’environnement | 2                                                           | 22     | 5      |
| Groupement Homme Wendkonta              | Agriculture                   | 2                                                           | 15     | 0      |
| Groupement Homme Penegtaaba             | Agriculture                   | 2                                                           | 60     | 0      |
| Groupement Mixte Lagm taaba yalag-weogo | Production de plants          | 2                                                           | 20     | 4      |
| Groupement Lagm taaba n kogle-weogo     | Production de plants          | 2                                                           | 25     | 0      |
| Groupement Homme Péyiri Nongtaaba       | Agriculture                   | 3                                                           | 53     | 0      |
| Groupement Homme Tik wend pam panga     | Agriculture                   | 1                                                           | 35     | 0      |
| Groupement Féminin Tik wend pam panga   | Agriculture                   | 3                                                           | 0      | 22     |
| Groupement Féminin Rawelgtaaba          | Agriculture                   | 3                                                           | 0      | 22     |
| Groupement Masculin Sonniyen            | Agriculture                   | 2                                                           | 35     | 0      |
| Groupement Féminin Boudnoma             | Agriculture                   | 3                                                           | 0      | 68     |
| Groupement Féminin Békakili-zoma        | Agriculture                   | 3                                                           | 0      | 45     |
| CVGT                                    | Promotion villageoise         | 2                                                           | 10     | 04     |
| GVF Nomnglemnooma                       | Agriculture                   | 3                                                           | 0      | 35     |
| GVF Nabonswendé                         | Agriculture                   | 3                                                           | 0      | 30     |

## Services publics
Le village de Péyiri étant en zone non lotie, il ne dispose pas d’eau courante ni de branchement au secteur électrique. En termes de services sociaux de base, le village de Péyiri compte :
- Deux écoles primaires ;
- Un collège d’enseignement général ;
- Un centre d’éducation de base non formel (CEBNF) ;
- Un centre de santé et de promotion sociale (CSPS) ;
- Quatre moulins dont deux hors service ;
- Deux banques de céréales dont 1 hors service ;
- Deux centres d’accueil pour enfants en détresse (CAED) ; et
- Vingt-trois forages dont trois trois hors service[2].

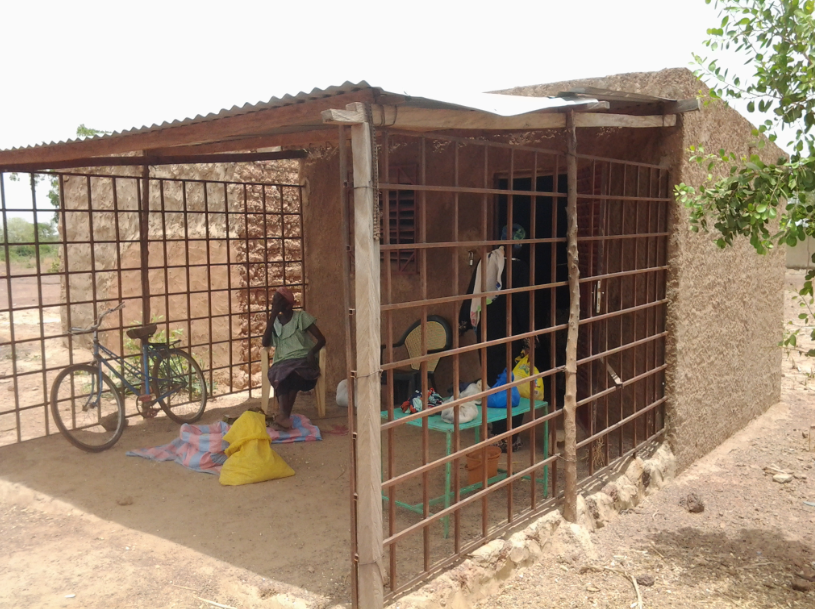
La banque de céréales fonctionnelle de Youlou.

L'ensemble de ces infrastructures sont reparties dans les quartiers de ce village comme suit :
- Quartier Youlou : une école primaire, un collège privé d’enseignement générale, neuf forages, deux moulins, une banque de céréales, un CSPS et un CAED ;
- Quartier Péyiri Centre : cinq forages, et un CAED ;
- Quartier Tangazougou : une école primaire, huit forages, et deux moulins ;
- Zinguedezougou : aucune infrastructure ;
- Sombouèlè : un forage (hors service)[2].

### Éducation
Sur le plan éducatif, le village de Péyiri enregistre :
- Deux centres d’éducation de base formelle (écoles primaires) ;
- Un collège d’enseignement général (CEG) ;
- Un centre d’éducation de base non formel (centre de formation professionnelle) ;
- Deux centres d’accueil pour enfants en détresse[2].

En outre, le village de Péyiri ne dispose pas d’un centre d’alphabétisation.

#### École primaire publique Youlou classique

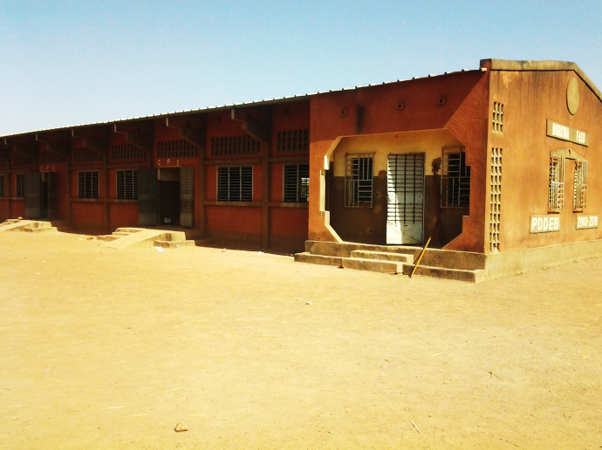
Bâtiment de l'école primaire publique Youlou Classique.

L’école primaire publique Youlou classique a été construite en 2003 et ouverte en octobre 2005. Située dans le quartier Youlou, elle compte huit instituteurs (mais atteignant souvent vingt-trois avec les stagiaires) et 374 élèves (dont 176 filles et 198 garçons). L'école dispose d’équipements scolaires insuffisants et en termes d’infrastructures dispose de :
- Six salles de classe (pour 374 élèves, soit une moyenne de 62 élèves par classe) ;
- Six latrines simples ;
- Un magasin qui sert aussi de bureau au Directeur ;
- Une cantine scolaire avec une cuisine assez rudimentaire fonctionnant deux mois par an ;
- Un forage (pompe à pied) fonctionnel bien qu’état en assez mauvais état ;
- Un jardin scolaire non fonctionnel et totalement vétuste[2].

#### École primaire de Péyiri

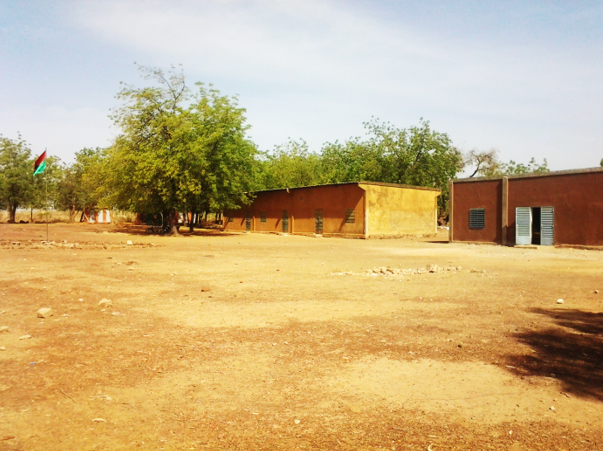
Côté sud de l’école primaire publique de Péyiri.

Construite en octobre 1965 et située dans le quartier Tangazougou, cette école primaire publique compte huit instituteurs et 450 élèves (dont 226 filles et 224 garçons). Avec des équipements scolaires suffisants, l’école dispose des infrastructures suivantes :
- Six salles de classe (pour 450 élèves, soit une moyenne de 75 élèves par classe) ;
- Deux maisons pour enseignants dont l’une est utilisée comme magasin pour la cantine et l’autre assez délabrée servant de logement aux stagiaires qui le désireraient ;
- Dix latrines simples dont quatre assez vétustes ;
- Une cantine scolaire fonctionnant deux mois par an ;
- Un forage (pompe manuelle) fonctionnel mais aux abords assez sales ;
- Un jardin scolaire clôturé et fonctionnel mais au rendement médiocre[2].

#### Complexe scolaire Ebenezer-Yamyidgri-Ziiga de Koudougou

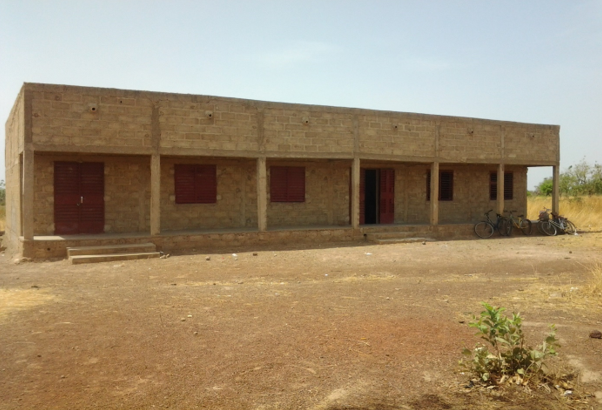
Le complexe scolaire Ebenezer-Yamyidgri-Ziiga de Koudougou en construction.

Ce collège privé d’enseignement général construit en octobre 2015 assure l'enseignement de la sixième à la troisième. L’établissement compte quatre salles de classe avec 63 élèves (soit une moyenne de seize élèves par classe) et douze professeurs y assurant l’enseignement. Le complexe scolaire Ebenezer-Yamyidgri-Ziiga de Koudougou ne possède aucune autre infrastructure à l’exception des salles de classe.

#### Centre d’éducation de base non formel (CEBNF) de Youlou
Situé sur le site de l’école primaire Youlou Classique, le CEBNF de Youlou est le fruit du Projet Écoles Satellites / Centres d'éducation de base non formel (ES/CEBNF) qui a permis la mise en place de 107 CEBNF au Burkina Faso. Ce projet étatique a été continuellement renouvelé bien avant 2004 grâce à des financements de l'UNICEF, du Plan Burkina, de la Coopération Taïwanaise, Solidar Suisse et le Canada. Cependant, le dernier financement a pris fin en décembre 2016.
Le CEBNF de Youlou a été ouvert en 2004 et les ateliers équipés en 2007. L'esprit était de récupérer les enfants déscolarisés et/ou en échec scolaire pour les initier aux métiers. Afin de permettre à ceux n'ayant pas un niveau à même de pouvoir suivre les cours, des programmes d'alphabétisation et de mise à niveau leur sont dispensés sur 3 mois avant le début de la formation à proprement parler. Actuellement, ce CEBNF dispose :
- en termes d'ateliers :
  - un atelier de couture, fonctionnel avec un cycle de 3 années de formation (dont plus 2 théoriques) ;
  - un atelier de mécanique, fonctionnel avec un cycle de 2 années de formation ;
  - un atelier de menuiserie, non fonctionnel.
- en termes de personnel :
  - un directeur, salarié de l'État ;
  - trois animateurs d'alphabétisation, salariés de l'État ;
  - deux formateurs, salariés du projet.
- en termes d'infrastructures :
  - quatre salles de cours dont 2 presque sans toiture ;
  - deux bureaux/magasins ;
  - un forage en panne ;
  - un jardin clôturé non fonctionnel (étant donné que le forage est en panne).
- en termes d'équipement : l'ensemble de l'équipement date de 2007 et est soit amorti (près de 10 ans d'utilisation), soit obsolète (pour l'atelier de mécanique par exemple, l'apprentissage se fait sur des motos P50, Yamaha V80 et JC)

Avec l'arrivée à terme du projet en décembre 2016, les formateurs n'ont depuis le début de l'année 2017 aucun salaire. Alors, le CEBNF de Youlou risque de fermer ses portes si le projet n'est pas reconduit.

#### Centre Biga-Béogo
À l’exception du Centre Noomdo à Youlou, il y a le Centre « Biga-Béogo » dans le quartier Péyiri Centre qui est un foyer d’accueil pour enfants en détresse. Construit en 2007 et ouvert le 18 février 2010, le Centre compte actuellement 16 pensionnaires, âgés de 7 à 13 ans. Biga-Béogo prend intégralement en charge aussi trois enfants qui sont restés en famille.
En termes de personnel, le Centre Biga-Béogo compte huit agents avec Mme ZONGO Honorine comme directrice. Sur un terrain de 2ha, ce centre possède les infrastructures suivantes :
- 1 bloc administratif ;
- 2 blocs de dortoirs ;
- 1 cuisine avec réfectoire ;
- 1 magasin ;
- 1 logement pour la directrice (2 chambres, salon, douche interne) ;
- 1 forage ;
- 1 jardin fonctionnel et très rentable ; et
- 1 terrain de sport.

Ce centre est une œuvre de l’ONG française « Solidarité Afrique ». Toutefois, il bénéficie quelquefois de l’appui de l’État.

### Santé

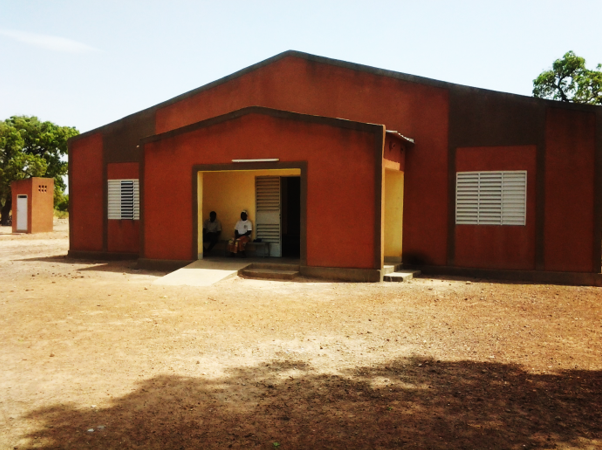
La maternité du Centre de santé et de promotion sociale (CSPS) de Péyiri.

Sur le plan santé, le village de Péyiri dispose d’un centre de santé et de promotion social (CSPS) situé dans le quartier Youlou. Avec une maternité construite en 2013 et un dispensaire construit en 2015, ce CSPS a été ouvert le 25 mars 2017. En termes de personnel, ce CSPS compte :
- Un infirmier diplômé d’État (IDE), responsable du centre de santé ;
- Un agent itinérant de santé (AIS) ; et
- Trois agents de soutien[2].

Le CSPS de Péyiri fonctionne difficilement de nuit car le site n’est pas électrifié et ne dispose pas de source efficace d’éclairage. En outre, il dispose des infrastructures suivantes :
- Un forage en bon état ;
- Un dispensaire (avec 5 lits) ;
- Un maternité (avec 5 lits) ;
- Un logement pour les agents de santé ;
- Un bloc de quatre latrines simples ; et
- Un dépôt pharmaceutique[2].

### Eau et l'assainissement

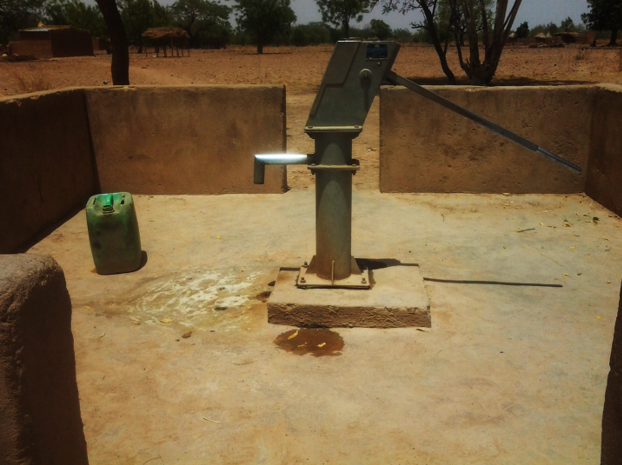
Illustration de forage propre en service (quartier Péyiri Centre).

Le village de Péyiri n’est pas alimenté en eau courante. Ainsi, l’approvisionnement en eau des habitants se fait grâce aux différents forages existant dans le village. Péyiri compte au total 23 forages parmi lesquels 3 sont hors service. Ces forages sont répartis comme suit entre les quartiers de Péyiri :
- Youlou : 9 forages dont un hors service ;
- Tangazougou : 8 forages dont 1 hors service ;
- Péyiri Centre : 5 forages tous fonctionnels ;
- Soumbouèlè : 1 forage hors service ; et
- Zinguedezougou : aucun forage[2].

L’ensemble de ces forages ainsi que leurs caractéristiques sont consignés dans le tableau ci-après.
| Quartiers                              | Statut                                 | État du forage                         | Type de forage                         | État de l'ouvrage béton                | Propreté des abords                    | Bailleurs                              | Nombre |
| -------------------------------------- | -------------------------------------- | -------------------------------------- | -------------------------------------- | -------------------------------------- | -------------------------------------- | -------------------------------------- | ------ |
| Youlou                                 | Public                                 | Fonctionnel                            | Pompe à pied                           | Moyen                                  | Sale                                   | Mairie de Koudougou                    | 1      |
| Youlou                                 | Public                                 | Fonctionnel                            | Pompe à pied                           | Mauvais                                | Sale                                   | Mairie de Koudougou                    | 1      |
| Youlou                                 | Public                                 | Fonctionnel                            | Pompe à pied                           | Mauvais                                | Sale                                   | Autres                                 | 2      |
| Youlou                                 | Public                                 | Fonctionnel                            | Pompe manuelle                         | Bon                                    | Sale                                   | Agence de l'Eau de Rhin/France         | 1      |
| Youlou                                 | Public                                 | Fonctionnel                            | Pompe manuelle                         | Mauvais                                | Sale                                   | Royaume d'Arabie Saoudite              | 1      |
| Youlou                                 | Scolaire                               | Fonctionnel                            | Pompe à pied                           | Moyen                                  | Sale                                   | État du Burkina Faso                   | 1      |
| Youlou                                 | Scolaire                               | Hors service                           | Pompe manuelle                         | Bon                                    | Propre                                 | Amis de Dreux                          | 1      |
| Youlou                                 | Privé                                  | Fonctionnel                            | Pompe manuelle                         | Bon                                    | Propre                                 | Particuliers                           | 1      |
| Tangazougou                            | Public                                 | Fonctionnel                            | Pompe à pied                           | Moyen                                  | Propre                                 | État du Burkina Faso                   | 1      |
| Tangazougou                            | Public                                 | Fonctionnel                            | Pompe manuelle                         | Bon                                    | Propre                                 | État du Burkina Faso                   | 1      |
| Tangazougou                            | Public                                 | Fonctionnel                            | Pompe manuelle                         | Bon                                    | Propre                                 | Mairie de Koudougou                    | 1      |
| Tangazougou                            | Public                                 | Fonctionnel                            | Pompe manuelle                         | Bon                                    | Propre                                 | Coopération Suisse                     | 1      |
| Tangazougou                            | Public                                 | Hors service                           | Pompe manuelle                         | Bon                                    | Propre                                 | FEER                                   | 1      |
| Tangazougou                            | Scolaire                               | Fonctionnel                            | Pompe manuelle                         | Bon                                    | Sale                                   | État du Burkina Faso                   | 1      |
| Tangazougou                            | Privé                                  | Fonctionnel                            | Pompe à pied                           | Bon                                    | Propre                                 | Particuliers                           | 1      |
| Tangazougou                            | Privé                                  | Fonctionnel                            | Pompe manuelle                         | Moyen                                  | Sale                                   | Particuliers                           | 1      |
| Péyiri Centre                          | Public                                 | Fonctionnel                            | Pompe manuelle                         | Bon                                    | Propre                                 | Mairie de Koudougou                    | 1      |
| Péyiri Centre                          | Public                                 | Fonctionnel                            | Pompe manuelle                         | Mauvais                                | Sale                                   | État du Burkina Faso                   | 2      |
| Péyiri Centre                          | Privé                                  | Fonctionnel                            | Pompe manuelle                         | Bon                                    | Propre                                 | Particuliers                           | 2      |
| Sombouèlè                              | Public                                 | Hors service                           | Pompe manuelle                         | Bon                                    | Propre                                 | État du Burkina Faso                   | 1      |
| Zinguedezougou                         | -                                      | -                                      | -                                      | -                                      | -                                      | -                                      | 0      |
| Total des forages du village de Péyiri | Total des forages du village de Péyiri | Total des forages du village de Péyiri | Total des forages du village de Péyiri | Total des forages du village de Péyiri | Total des forages du village de Péyiri | Total des forages du village de Péyiri | 23     |

Il est utile de noter que le village de Péyiri ne dispose pas de bouli. Mais le marigot en fait office pendant la saison pluvieuse.

### Électrification
Le village de Péyiri étant en zone non lotie, il n’y a pas de branchement au secteur électrique. Ainsi, le mode d’éclairage est caractérisé par l’usage :
- De lampes tempêtes et/ou de lampes à piles pour une majeure partie des habitants ; et
- De l’énergie solaire pour les plus aisés des habitants[2].

## Économie
Selon le plan de gestion du terroir de Péyiri, l’économie du village est essentiellement basée sur :
- Les activités agricoles qui occupent une place de choix ;
- L’élevage en second plan ; et
- Le commerce en dernier ressort.

### Agriculture

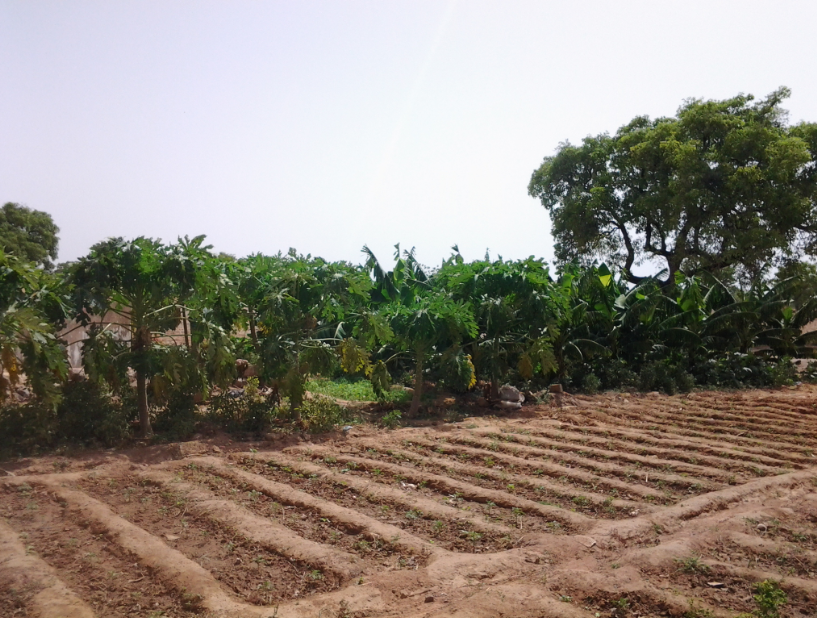
Zone maraichère de Péyiri exploitée par le groupement villageois mixte Tik Wend Pam Panga.

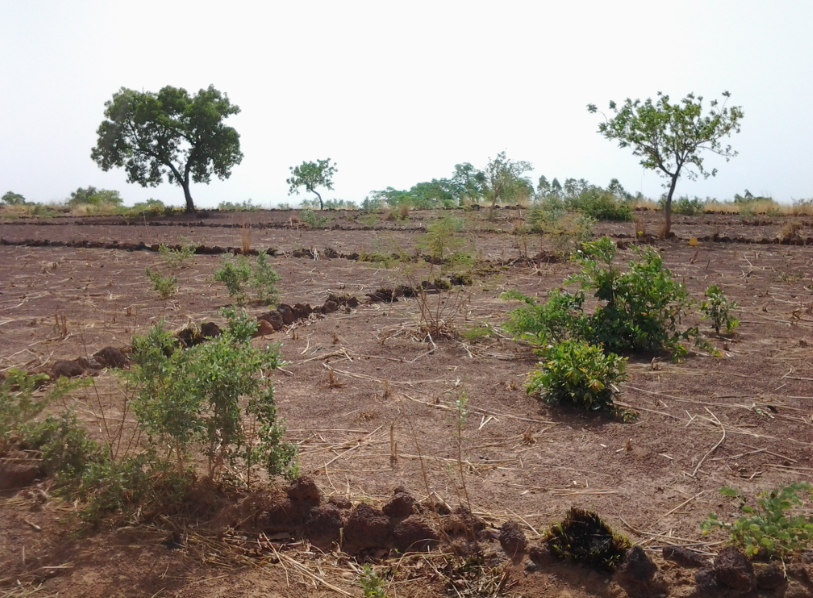
Les agriculteurs de Péyiri essaient de limiter l'impact de l'érosion avec l'installation de cordons pierreux.

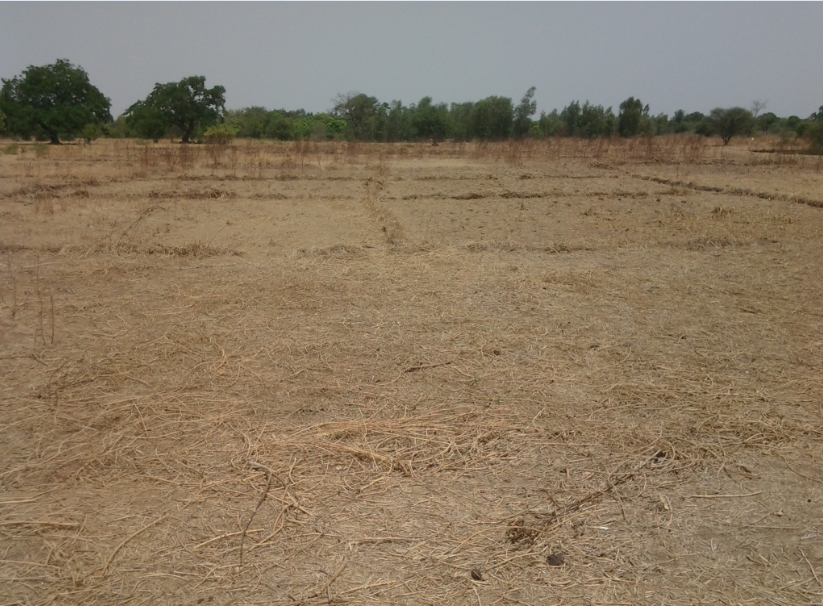
Zone rizicole de Péyiri Baongo.

Bien qu’occupant la quasi-totalité de la population du village de Péyiri en saison pluvieuse, l’agriculture y est toujours pratiquée de manière traditionnelle (agriculture familiale extensive). L’outil agricole le plus utilisé est la daba et quelquefois la charrue. Les cultures se font généralement de façon communautaire et rotative dans les champs familiaux. Par ailleurs, le semi en ligne n’est pas pratiqué.
Le terroir de Péyiri présente de fortes pentes et l’érosion hydrique est importante pendant l’hivernage. Certains producteurs ont alors confectionné des cordons pierreux pour freiner la dégradation des terres cultivables. Ils utilisent aussi la fumure organique pour la récupération des terres dégradées.
Par ordre d’importance, les principales productions agricoles sont le sorgho blanc, le sorgho rouge, le mil, l’arachide, le voandzou, le niébé, le sésame et le riz au niveau du basfond rizicole de Péyiri Baongo. Toutefois, selon les habitants du village, les rendements seraient en baisse ces dernières années. Les rendements seraient de l’ordre de :
- 1 000 kg/ha pour le sorgho blanc, le sorgho rouge et le mil ;
- 13 sacs/ha pour l’arachide non décortiquée ;
- 200 kg/ha pour le niébé ;
- 300 kg/ha pour le sésame ; et
- 1 500 kg/ha pour le riz.

Le maraîchage est également pratiqué dans le village de Péyiri, plus précisément dans le quartier Sombouèlè. L’espace qui y est consacré envoisine les 2ha mais sur des portions de terres séparées. Y est produit des oignons, de l’oseille, des aubergines et des choux. Il y a également le périmètre maraicher du groupement villageois homme Tik wend pam panga dans le quartier Tangazougou d’une superficie d’environ 38 ha, bien clôturé en grillage et bien aménagé. Ce périmètre maraîcher produit essentiellement de l’oignon, de l’aubergine, des choux, du piment, de la banane, du poivron, de la papaye, du gombo et de la tomate.
Le village de Péyiri dispose aussi d’un basfond rizicole près de Péyiri Baongo mais son exploitation reste assez faible.
Les récoltes agricoles servent en grande partie à l’alimentation des ménages. Le reste est revendu sur le marché et sert de ressources pour l’acquisition des semences de la saison suivante.

### Élevage
Selon le plan de gestion du terroir de Péyiri, l’élevage constitue la seconde activité des producteurs gourounsi et mossi. Il n’existe pas de hameau peulh dans le village. Le système d’élevage est toujours traditionnel (extensif). Les types d’animaux élevé sont entre autres : les moutons, les bœufs, les chèvres, les ânes, les poules, les pintades, les porcs, etc.
Les bœufs et le petit bétail sont sous la garde des enfants pendant l’hivernage pour éviter les dégâts dans les champs. En saison sèche, les animaux errent sur l’espace agricole afin de consommer les résidus de cultures. Durant cette période, les animaux se désaltèrent dans les abreuvoirs des forages.
Selon la direction provinciale de l’élevage, les principales maladies animales sont :
- La diarrhée pour le petit bétail ;
- La pasteurellose ovine ;
- Le parasitisme interne fréquent chez toutes les espèces ; et
- La maladie New Castel pour la volaille.

L’élevage ainsi pratiqué sert de soutien financier en cas de nécessité. En situation de difficultés financières, les petits ruminants et la volaille sont vendus.

### Commerce
Outre l’agriculture et l’élevage, des revenus supplémentaires sont générés par les activités de transformation et de commercialisation des produits locaux. En effet, les femmes s’adonnent à des AGR telles que :
- La vente de condiments (soumbala, poisson, piment, tomate, oignon…) ;
- La fabrication et la vente du dolo (la bière locale à base de sorgho rouge) ;
- La fabrication et la vente du beurre de karité ;
- La fabrication et la vente du soumbala ;
- La vente de gravier et de sable au bord des routes.

Les hommes quant à eux s’adonnent à des activités comme :
- La maçonnerie ;
- La gestion de mini boutique ;
- La confection et la commercialisation des briques en terre, des chaises traditionnelles, de manches de daba, de mortier et de chaume (paille) ;
- Le commerce de céréales et du bétail.

Il y a aussi dans le village de Péyiri des apiculteurs et des forgerons. Cependant, le village ne dispose pas d’un marché.